# ماكس كنول
ماكس كنول (بالألمانية: Max Knoll) (مواليد 17 يوليو 1897 - وفيات 6 نوفمبر 1969) هو مهندس كهربائي ألماني.
ولد كنول في فيسبادن ودرس بميونخ ثم بمعهد برلين للتكنولوجيا حيث حصل على دكتوراه بمعهد تكنولوجيا تيار الجهد العالي المتردد.